# Andrew Hurd
Pour les articles homonymes, voir Hurd.
Andrew Hurd, né le 12 août 1982 à Cambridge (Ontario), est un nageur canadien.
Il a remporté deux médailles en relais aux championnats du monde et a participé à trois éditions des Jeux olympiques entre 2000 et 2008.

## Palmarès

### Jeux olympiques
- Jeux olympiques de 2000 à Sydney (Australie) :
  - 23e du 1 500 m nage libre

- Jeux olympiques de 2004 à Athènes (Grèce) :
  - 13e du 200 m nage libre
  - 18e du 200 m nage libre
  - 5e du relais 4 × 200 m nage libre

- Jeux olympiques de 2008 à Pékin (Chine) :
  - 5e du relais 4 × 200 m nage libre

### Championnats du monde

#### En grand bassin
- Championnats du monde 2005 à Montréal (Canada) :
  -  : médaille d'argent au relais 4 × 200 m nage libre

- Championnats du monde 2007 à Melbourne (Australie) :
  -  : médaille de bronze au relais 4 × 200 m nage libre

### Championnats pan-pacifiques
- Championnats pan-pacifiques 2006 à Victoria (Canada) :
  -  : médaille d'argent au 800 m nage libre
  -  : médaille d'argent au relais 4 × 200 m nage libre

### Jeux du Commonwealth
- Jeux du Commonwealth de 2006 à Melbourne (Australie) :
  -  : médaille d'argent au 400 m nage libre
  -  : médaille d'argent au 1 500 m nage libre